# Cercopithecus roloway
El cercopiteco de Roloway (Cercopithecus roloway) es una especie de primate catarrino (monos del Viejo Mundo) perteneciente a la familia Cercopithecidae. Se encuentra en una pequeña área al este de Costa de Marfil y en los bosques de Ghana, entre el río Sassandra y el río Pra.
Es similar a otras especies de cercopitecos, pero se distingue por su larga barba. La capa y la cara son predominantemente de color negro, mientras que la garganta y la parte interior de sus brazos son de color blanco, y sus caderas y la espalda son de color naranja. La longitud del cuerpo varía entre 40 y 55 centímetros y su peso está entre los 4 y 7 kilogramos.
La especie es arbórea, y forma grupos sociales de 15 a 30 individuos. Su dieta se compone de frutas, flores, semillas e insectos.
Es una de las especies de primates más amenazadas en el continente africano, aunque las cifras exactas de las especies no están disponibles. Las encuestas recientes no pudo encontrar evidencias de que estuviera en Ghana en el parque nacional Bia, donde fue eliminado probablemente entre mediados de 1970 y 1990. Hay estimaciones de que probablemente hay una disminución de la población de al menos 80% en las últimas tres generaciones. La especie está clasificada en la Lista Roja de la UICN como en peligro de extinción, y se incluye en la lista de los 25 primates en mayor peligro del mundo.